# Hanneke van Wel-Karbet
Johanna Maria (Hanneke) van Wel-Karbet (Diemen, 19 april 1951) is een Nederlands politicus van het Christen-Democratisch Appèl (CDA).
Van 1990 tot 1998 was ze wethouder in haar geboorteplaats met onder andere ruimtelijke ordening in haar portefeuille. In mei 1999 werd ze waarnemend burgemeester van Graft-De Rijp wat ze bijna een jaar zou blijven. In juli 2000 werd Van Wel-Karbet opnieuw waarnemend burgemeester en wel van Wervershoof. Daar werd ze in begin 2004 opgevolgd door Floris Vletter. Daarna was ze opnieuw enige tijd wethouder in Diemen.